# مات هانسن
مات هانسن (بالإنجليزية: Matt Hansen)‏ هو سياسي أمريكي، ولد في 11 فبراير 1988 في الولايات المتحدة. حزبياً، نشط في الحزب الديمقراطي.